# آگامای سروزغی
 آگامای سروزغی (نام علمی: Phrynocephalus) نام یک سرده از زیرراسته ایگوآناسانیان است.